# Gerd Thiemichen
Gerd Thiemichen (* 6. Dezember 1922; † 12. Juni 2010) war ein deutscher Radrennfahrer und nationaler Meister im Radsport.

## Karriere
Thiemichen begann seine Laufbahn als Radsportler 1936. Er fuhr Straßen- und Bahnrennen.
Bei der Ostzonen-Rundfahrt 1949 belegte Thiemichen den zehnten Platz in der Gesamtwertung. 1950 gewann er zusammen mit Otto Busse, Helmut Richard Körnig und Rolf Thieme den DDR-Meistertitel in der 4000-Meter-Mannschaftsverfolgung.
Ab 1951 fuhr Thiemichen Steherrennen. 1952 gewann er den Großen Preis der Stadt Leipzig im Steherrennen, das ersten Rennen in der DDR, welches über 100 km führte. 1954 war er mit 14 Siegen in 25 Dauerrennen der erfolgreichste Steher des Landes. Bei den Landesmeisterschaften der Steher erkämpfte Thiemichen in seiner Karriere zwei Zweite Plätze. 1954 fuhr er sein letztes Steherrennen, er startete für die BSG Chemie Leipzig.
Bereits in der Folgesaison ging Thiemichen als Schrittmacher an den Start.
Thiemichen war einige Jahre als Jugendtrainer beim ASK Vorwärts Leipzig tätig. Danach war ehrenamtlich viele Jahre Organisator von Bahnrennen in Leipzig.